# تلویزیون همراه

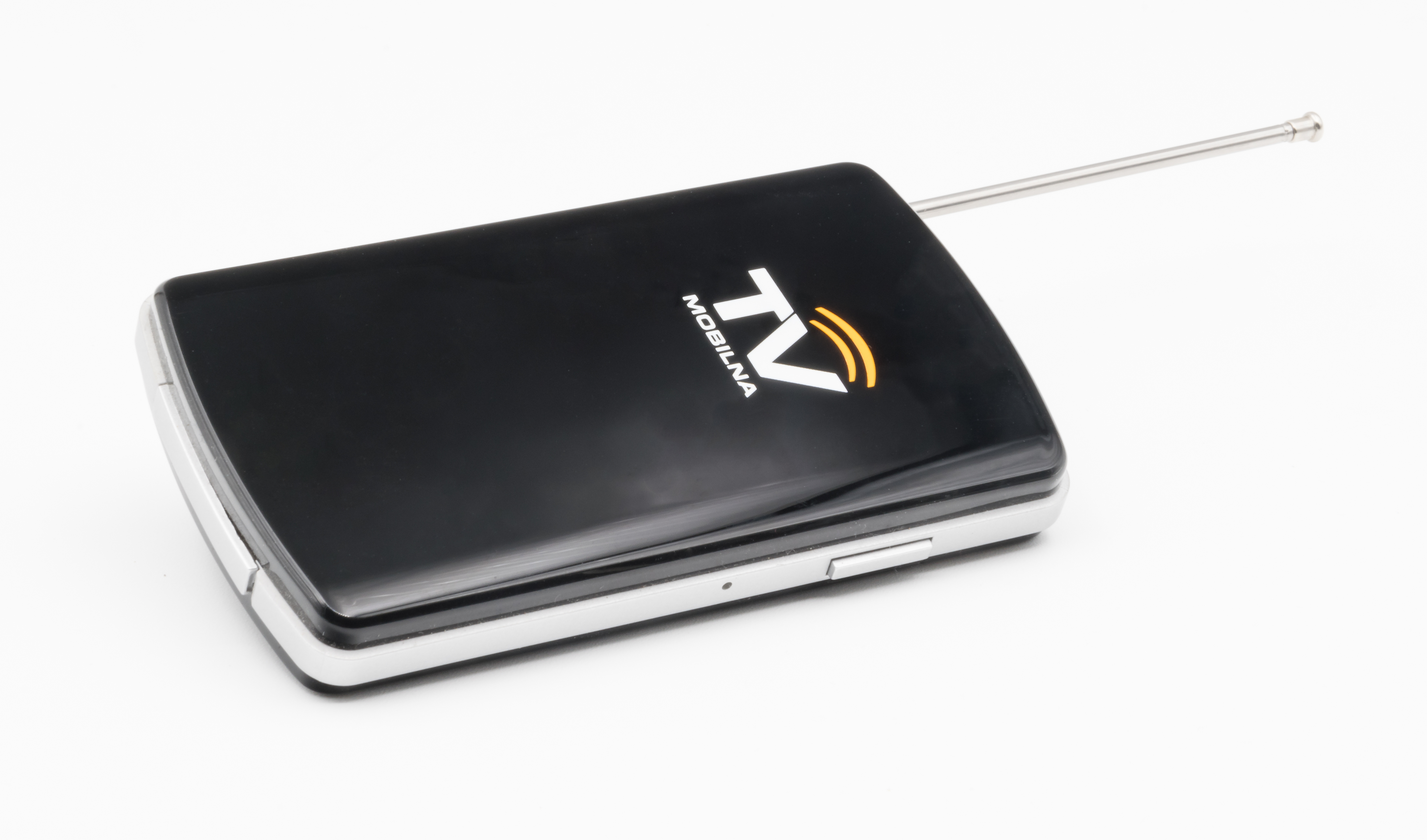
یک تلویزیون همراه M-T 5000، مدل ۲۰۲۳

تلویزیون همراه یا تلویزیون موبایل در واقع تلویزیونی است که روی یک دستگاه کوچک دستی یا تلفن همراه تماشا می‌شود که می‌تواند شامل سرویس‌های تلویزیونی باشد که از طریق شبکه‌های تلفن همراه دریافت می‌شود یا از طریق کانال‌های تلویزیونی که مناطق مختلف را پوشش می‌دهد دریافت شود. استانداردهای پخش منظم یا فرمت‌های انتقال مخصوص mobile TVها می‌توانند در آن‌ها مورد استفاده قرار گیرند. امکانات افزوده شده بر روی این دستگاه‌ها عبارتند از: دانلود برنامه‌های تلویزیون و پادکست‌ها از اینترنت و توانایی ذخیره‌سازی برنامه‌ها برای بازبینی مجدد.
با توجه به بررسی‌های دانشگاه هاوارد، نرخ پذیرش برای گوشی‌های هوشمندی که به کاربران امکان تماشای فایل‌های تصویری به صورت زنده از شبکهٔ محلی را فراهم می‌کنند از سه روز بعد از شروع بازی‌های المپیک زمستانی ۲۰۱۰ در مقایسه با المپیک تابستان ۲۰۰۸ تقریباً ۵۶۴٪ افزایش داشته‌است.
گیرنده‌های تلویزیون تلفن همراه، اوایل مبتنی بر سیستم سیگنال‌های تلویزیونی آنالوگ قدیمی بودند. در واقع آن‌ها اولین تلویزیون‌هایی بودند که مردم می‌توانستند آن‌ها را داخل جیب کتشان قرار دهند و به نقاط مختلف حمل کنند. اولین آن‌ها IC TV پاناسونیک مدل TR-001 بود که در سال ۱۹۷۰ معرفی شد. دومین تلویزیون جیبی که توسط Clive Sinclair فروخته شد به ژانویه سال ۱۹۷۷ میلادی باز می‌گردد، این تلویزیون Microvision یا MTV-1 نامیده می‌شد. صفحه نمایش CRT آن تنها ۲ اینچ قطر داشت و اولین تلویزیونی بود که می‌توانست سیگنالهای چندین کشور را دریافت کند. ابعاد آن تنها ۱۰۲×۱۵۹×۴۱ میلی متر بود و کمتر از ۱۰۰ پوند در انگلستان و حدوداً ۴۰۰ دلار در امریکا فروخته شد. این پروژه بیش از ۱۰ سال زمان برد و بودجه توسعهٔ آن توسط ۱٫۶ میلیون پوند کمک‌های مالی دولت بریتانیا تأمین شده بود.
در ایران نیز به تازگی از سرویس D-Tv یا همان شبکه دیجیتالی استفاده می‌شود که امروزه تلویزیون‌های هوشمند قابلیت دریافت شبکه دیجیتال بدون احتیاج به نصب دانگل(ستاپ باکس) امکان‌پذیر است.
انتقال دیتا امروزه توسط شبکه اینترنت بر روی موبایل‌ها میسر شده‌است که قابلیت دریافت تلویزیون از طریق درگاه اینترنت بسیار مرسوم شده‌است